# 埃斯卡兰特
埃斯卡兰特，是西班牙坎塔布里亚的一个市镇。总面积19平方公里，总人口742人（2001年），人口密度39人/平方公里。當地的经济活动以农业和畜牧业為主。